# Calle de la Refitolería
La calle de la Refitolería es una vía pública de la ciudad española de Segovia.

## Descripción
La vía, que ostenta el título actual desde antiguo, discurre desde la plaza de San Geroteo hasta la calle de la Almuzara, junto a la catedral de la ciudad. Aparece descrita en Las calles de Segovia (1918) de Mariano Sáez y Romero con las siguientes palabras:

Refitolería.—Entrada por la plazuela de San Geroteo y salida a la calle de la Almuzara. Se llama así por las comidas que el Cabildo Catedral daba a los pobres en el grande enlosado o explanada de la moderna Catedral y que limita con dicha calle. El obispo, de Segovia, D. Diego Rivera, en el siglo XVI, unió los restos de las comidas que el Cabildo daba a los pobres a las del Hospital de niños expósitos y por haberse establecido el refitorio en aquel sitio del Enlosado, se llamó la calle adjunta Refitolería. Este obispo, D. Diego Rivera, fué quien comenzó las obras del templo Catedral en 1525 y obras que duraron treinta y tres años. Fué consagrada la Catedral en 1758 por el obispo D. Juan José Martínez Escalzo y dedicada a la Asunción de Nuestra Señora. En esta calle estaba también la casa en que comían juntos, en ciertas festividades, el Obispo y el Cabildo capitular.
(Sáez y Romero, 1918, pp. 139-140)